# Kanadas Grand Prix 1977
Kanadas Grand Prix 1977 var det sextonde av 17 lopp ingående i formel 1-VM 1977. Loppet var det sista Kanadas Grand Prix som kördes på Mosport Park.

## Resultat
1. Jody Scheckter, Wolf-Ford, 9 poäng
2. Patrick Depailler, Tyrrell-Ford, 6
3. Jochen Mass, McLaren-Ford, 4
4. Alan Jones, Shadow-Ford, 3
5. Patrick Tambay, Theodore (Ensign-Ford), 2
6. Vittorio Brambilla, Surtees-Ford (varv 78, olycka), 1
7. Danny Ongais, Interscope Racing (Penske-Ford)
8. Alex Ribeiro, March-Ford
9. Mario Andretti, Lotus-Ford (77, motor)
10. Riccardo Patrese, Shadow-Ford (76, snurrade av)
11. Brett Lunger, BS Fabrications (McLaren-Ford) (76, motor)
12. Gilles Villeneuve, Ferrari (76, transmission)

### Förare som bröt loppet
- James Hunt, McLaren-Ford (varv 61, olycka)
- Patrick Nève, Williams (March-Ford) (56, motor)
- Ronnie Peterson, Tyrrell-Ford (34, bränsleläcka)
- Rupert Keegan, Hesketh-Ford (32, olycka)
- Hans Binder, Surtees-Ford (31, olycka)
- Ian Scheckter, March-Ford (29, motor)
- Emerson Fittipaldi, Fittipaldi-Ford (29, motor)
- Carlos Reutemann, Ferrari (20, bränslesystem)
- Hans-Joachim Stuck, Brabham-Alfa Romeo (19, motor)
- Gunnar Nilsson, Lotus-Ford (17, olycka)
- Jacques Laffite, Ligier-Matra (12, transmission)
- John Watson, Brabham-Alfa Romeo (1, upphängning)
- Clay Regazzoni, Ensign-Ford (0, olycka)

### Förare som ej startade
- Ian Ashley, Hesketh-Ford (olycka)

### Förare som ej kvalificerade sig
- Jean-Pierre Jabouille, Renault

## VM-ställning
| Förarmästerskapet 1. Niki Lauda, Ferrari, 72 2. Jody Scheckter, Wolf-Ford, 55 3. Mario Andretti, Lotus-Ford, 47 | Konstruktörsmästerskapet 1. Ferrari, 89 2. Lotus-Ford, 62 3. Wolf-Ford, 55 |